# Magnum Heat
Magnum Heat (Originaltitel: Hickey & Boggs) ist ein US-amerikanischer Thriller aus dem Jahr 1972. Regie führte Robert Culp, das Drehbuch schrieb Walter Hill.

## Handlung
Frank Boggs und Al Hickey arbeiten als Privatdetektive. Ein Anwalt beauftragt sie mit der Suche seiner verschollenen Freundin. Während der Ermittlungen kommen Boggs und Hickey auf die Spur eines Banküberfalls in Pittsburgh, bei dem ungefähr 400 Tsd. Dollar geraubt wurden. Sie suchen das gestohlene Geld, welches auch andere Personen an sich nehmen wollen und überleben als Einzige die Ereignisse.

## Kritiken
Filmdienst schrieb, Magnum Heat sei ein „weitgehend spannender Kriminalfilm, der trotz atmosphärischer Schauplätze und realistischer Story an der überfrachteten Handlung und ungenauen Personenzeichnungen“ leide.
Die Zeitschrift Cinema schrieb, der „Der Krimi ist spannend und düster und darüber hinaus ein tolles, ungeschöntes Porträt von Los Angeles in den 70ern.“ Ein „atmosphärischer Fall mit explosivem Finale “

## Hintergründe
Der Film wurde in Los Angeles, darunter im Dodger Stadium und in der Union Station, gedreht. Er hatte die Weltpremiere am 20. September 1972 in New York City und wurde in Deutschland im April 1988 auf Video veröffentlicht.